# Fokestone Roman Villa Ruins
Fokestone Roman Villa Ruins är en fornlämning i Storbritannien.   Den ligger i grevskapet Kent och riksdelen England, i den sydöstra delen av landet, 100 km sydost om huvudstaden London. Fokestone Roman Villa Ruins ligger 42 meter över havet.
Terrängen runt Fokestone Roman Villa Ruins är huvudsakligen platt, men den allra närmaste omgivningen är kuperad. Havet är nära Fokestone Roman Villa Ruins åt sydost.  Närmaste större samhälle är Folkestone, 2,3 km väster om Fokestone Roman Villa Ruins.